# Lycium californicum
Lycium californicum är en potatisväxtart som beskrevs av Thomas Nuttall och Samuel Frederick Gray. Lycium californicum ingår i släktet bocktörnen, och familjen potatisväxter.

## Underarter
Arten delas in i följande underarter:
- L. c. californicum
- L. c. carinatum
- L. c. arizonicum
- L. c. interior